# Jerzy Kasprzak (prawnik)
Jerzy Wojciech Kasprzak – polski prawnik, dr hab. nauk prawnych, profesor Katedry Postępowania Karnego i Prawa Karnego Wykonawczego Wydziału Prawa i Administracji Uniwersytetu Warmińsko-Mazurskiego w Olsztynie i profesor zwyczajny Wydziału humanistycznego Akademii Ekonomicznej i Humanistycznej w Warszawie.

## Życiorys
Obronił pracę doktorską, 27 września 2004 habilitował się na podstawie pracy zatytułowanej Otoskopia kryminalistyczna. 26 lutego 2013 nadano mu tytuł profesora w zakresie nauk prawnych. Objął funkcję profesora w Katedrze Prawa Karnego na Wydziale Prawa Uniwersytetu w Białymstoku, oraz w Katedrze Postępowania Karnego i Prawa Karnego Wykonawczego na Wydziale Prawa i Administracji Uniwersytetu Warmińsko-Mazurskiego w Olsztynie.
Został zatrudniony na stanowisku profesora zwyczajnego Katedry Procesu Karnego Wydziału Prawa i Administracji Uniwersytetu Warmińsko-Mazurskiego w Olsztynie i Wydziału humanistycznego Akademii Ekonomicznej i Humanistycznej w Warszawie.
Od 1 września 2016 do 19 października 2018 był dziekanem Wydziału Prawa i Administracji Uniwersytetu Warmińsko Mazurskiego w Olsztynie.
Był kierownikiem Katedry Procesu Karnego i prodziekanem na Wydziale Prawa i Administracji Uniwersytetu Warmińsko-Mazurskiego w Olsztynie.
Jest kierownikiem Instytutu Prawa, Ekonomii i Administracji na Uniwersytecie Komisji Edukacji Narodowej w Krakowie.